# مرد روی بالکن
مرد در بالکن (به انگلیسی: Man on a Balcony) (همچنین به عنوان پرتره دکتر تئو مورینود و "'L'Homme au balcon" شناخته می‌شود)، یک نقاشی بزرگ رنگ روغن است که در سال ۱۹۱۲ میلادی توسط هنرمند، نظریه‌پرداز و نویسنده فرانسوی آلبر گلز کشیده شده‌است (۱۸۸۱–۱۹۵۳).

## تاریخچه
این نقاشی در شهر پاریس سالن دو آتومنه در سال ۱۹۱۲ (شماره ۶۸۹) به نمایش گذاشته شد. مشارکت کوبیستی در برپایی این سالن جنجالی در پارلمان فرانسه در مورد استفاده از بودجه عمومی برای تأمین مالی چنین «هنر وحشیانه‌ای» ایجاد کرد. گلیز بنیان‌گذار کوبیسم بود. ابعاد بزرگ این نقاشی نشانگر جاه طلبی گلیز برای نمایش آن در نمایشگاه‌های بزرگ سالانه در پاریس است، جایی که وی با دیگران همراهان خود توانست کوبیسم را به مخاطبان گسترده‌تری معرفی نماید.

## نقد
در فوریه سال ۱۹۱۳، گلیز و سایر هنرمندان شیوه جدیدی از هنر مدرن معروف به کوبیسم را به مخاطبان آمریکایی در نمایشگاه آرمری در نیویورک، شیکاگو و بوستون معرفی کردند. علاوه بر مردی در بالکن (شماره ۱۹۶)، گلیز نقاشی دیگر خود را در سال ۱۹۱۰ با نام Femme aux Phlox در موزه هنرهای زیبا، هیوستون به نمایش گذاشت.

## کپی از نقاشی
مرد در بالکن در ۲ اکتبر ۱۹۱۲ مجدد کشیده شد. پس از آن نقاشی‌های کوبیسم، از دید زیبایی‌شناسی، مجموعه‌ای از مقالات توسط گیوم آپولینر در سال ۱۹۱۳ منتشر شد این نقاشی در حدود همان زمان به سفارش شرکت آلبر گلز توسط ژان متزینگر با عنوان تکمیل شد Du "Cubisme" (اولین و تنها مانیفست در مورد کوبیسم). مرد در بالکن در نمایشگاه اسلحه در سال ۱۹۱۳ توسط وکیل آمریکایی، نویسنده ، منتقد هنری، جمع‌کننده هنر خصوصی و طرفدار کوبیسم آرتور جروم ادی با قیمت ۵۴۰ دلار خریداری شد. مرد گلیز در بالکن، محور اصلی کتاب کوبیسم‌ها و پس از امپرسیونیسم، آرتور جروم ادی، منتشره در مارس ۱۹۱۴ بود. این نقاشی بعداً بخشی از مجموعه لوئیز و والتر کنراد آرنسبرگ، در سال ۱۹۵۰ را تشکیل داد. هم‌اکنون در مجموعه دائمی موزه هنر فیلادلفیا قرار دارد.

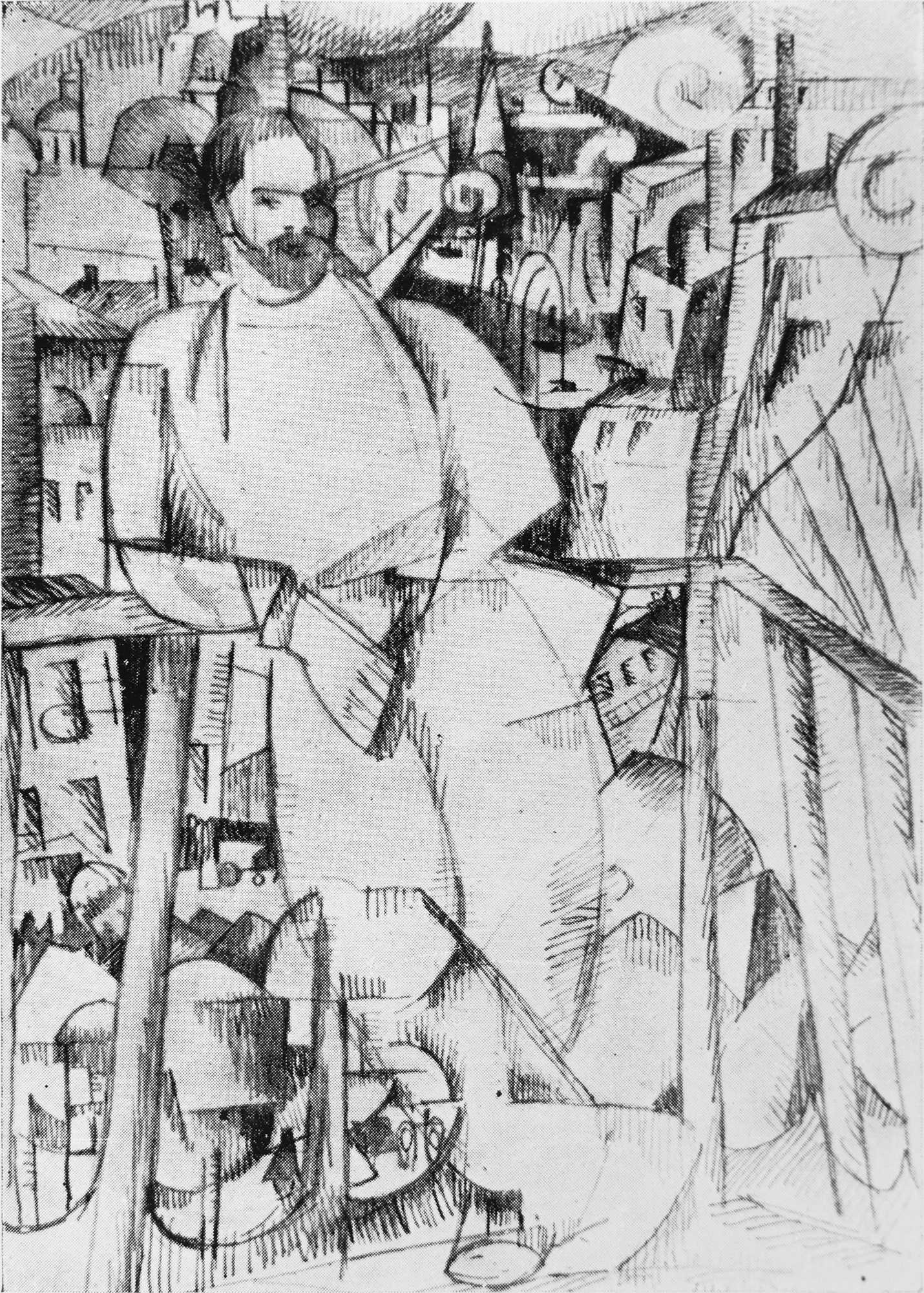
آلبرت گلیز، ۱۹۱۲ (بهار)

## شرح
مرد روی بالکن نقاشی بزرگ رنگ روغن روی بوم با ابعاد ۱۹۵٫۶ در ۱۱۴٫۹ سانتی‌متر است توسط آلبرت گلیز ۱۲، پایین سمت چپ امضا و تاریخ خورده‌است. این کار در بهار ۱۹۱۲ آغاز شد در حالی که احتمالاً پرتره تمام عیار در اواخر تابستان ۱۹۱۲ به پایان رسیده‌است.

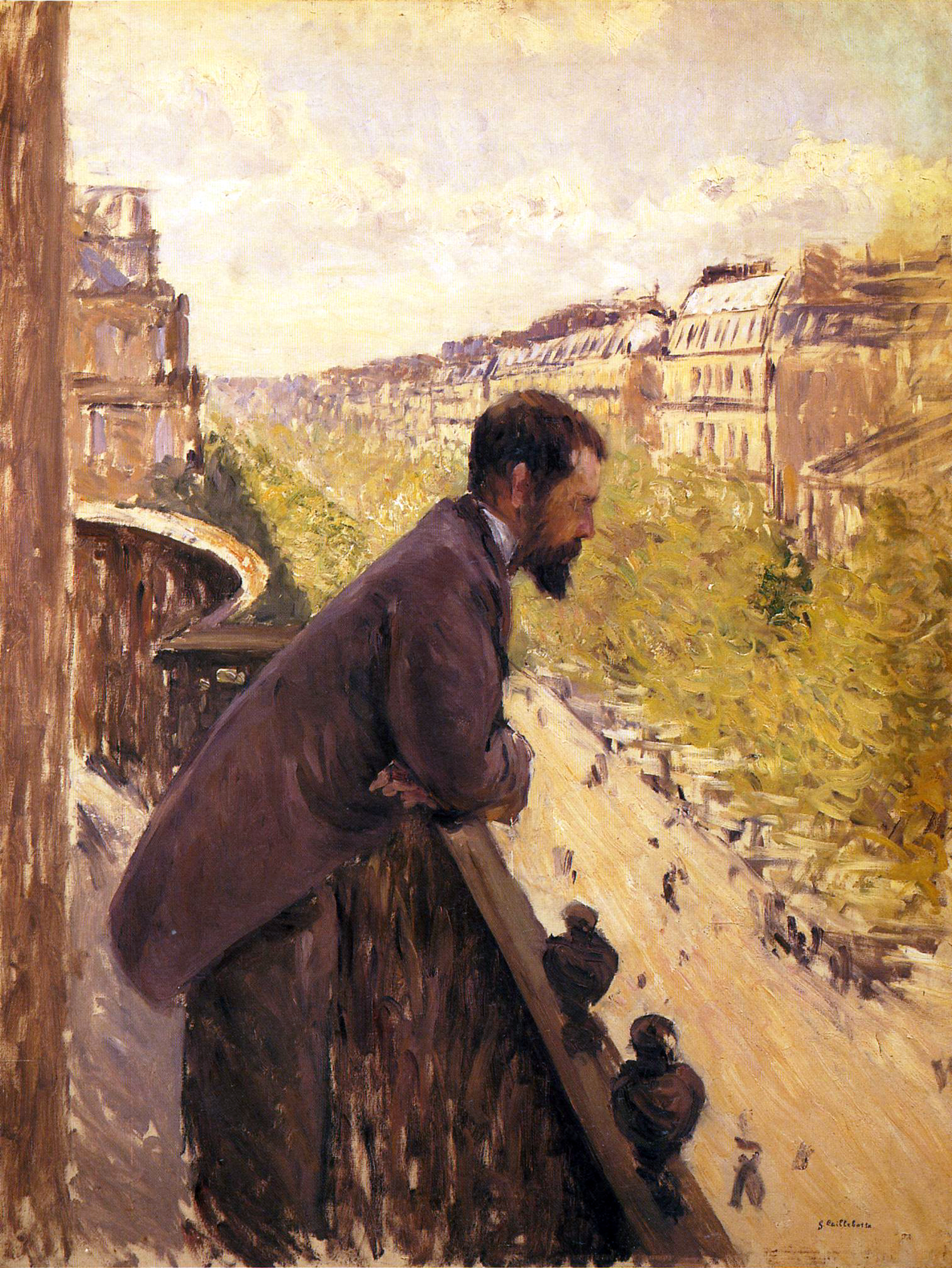
Gustave Caillebotte, c.1880، L'Homme au (مرد روی بالکن)، رنگ روغن روی بوم، ۱۱۶ در ۹۷ سانتی‌متر، مجموعه خصوصی